# Cleopatra l'Alchimista

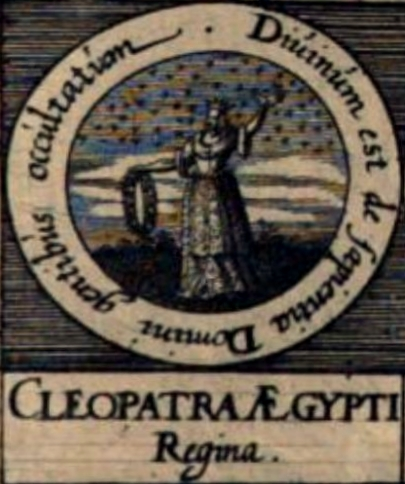
Rappresentazione di Cleopatra l'Alchimista nel Basilica Philosophica di Johann Daniel Mylius del (1618)

Cleopatra l'Alchimista (greco: Κλεοπάτρα; fl. III secolo) è stata una filosofa e alchimista greca antica.

## Biografia
Sperimentò l'alchimia pratica, ma è anche ricordata da Michael Maier come una delle quattro alchimiste che hanno padroneggiato la produzione della pietra filosofale. Alcuni scrittori la considerano l'inventrice dell'alambicco, un apparecchio per la distillazione. Viene menzionata anche nel Kitab-al-Fihrist di Ibn an-Nadīm.
Si presume che Cleopatra l'Alchimista sia vissuta ad Alessandria d'Egitto nel III o IV secolo d.C. È associata alla scuola di alchimia di Maria la Giudea e Comario. Il nome è molto probabilmente uno pseudonimo.
Cleopatra è nota soprattutto per la Crisopea di Cleopatra (greco: Χρυσοποιία Κλεοπάτρας), un papiro alchemico a foglio singolo che contiene solo simboli, disegni e didascalie, ritrovato per la prima volta su un unico foglio in un manoscritto dell'XI secolo della Biblioteca Marciana a Venezia.